# لیوبومیر رادانوویچ
لیوبومیر رادانوویچ (انگلیسی: Ljubomir Radanović؛ زادهٔ ۲۱ ژوئیهٔ ۱۹۶۰) بازیکن فوتبال اهل یوگسلاوی بود.
از باشگاه‌هایی که در آن بازی کرده‌است می‌توان به باشگاه فوتبال نیس، باشگاه فوتبال استاندارد لیژ، و باشگاه فوتبال پارتیزان اشاره کرد.
وی همچنین در تیم‌های ملی فوتبال زیر ۲۱ سال یوگسلاوی و یوگسلاوی بازی کرده‌است.